# (74400) Streaky
(74400) Streaky – planetoida z pasa głównego asteroid okrążająca Słońce w ciągu 5 lat i 191 dni w średniej odległości 3,12 j.a. Została odkryta 11 grudnia 1998 roku w obserwatorium astronomicznym w Mérida przez Orlando Naranjo. Nazwa planetoidy została wybrana przez Eve Canovan, z Lancasteru w Wielkiej Brytanii, jako zwycięzcę krajowego konkursu polegającego na napisaniu historii zawierającej „asteroidę” lub „asteroidy”, prowadzonego przez Centrum Życia w połączeniu z czasopismem Times Eureka Science w celu zainteresowania dzieci przestrzenią kosmiczną. Przed nadaniem nazwy planetoida nosiła oznaczenie tymczasowe (74400) 1998 XH97.